# Elizabeth Alpha-Lavalie
Elizabeth Tygsona Alpha-Lavalie (5 tháng 1 năm 1947 – 15 tháng 12 năm 2013) là [chính khách]] Sierra Leone. Bà là thành viên của Đảng Nhân dân Sierra Leone và là một trong những đại diện trong Quốc hội Sierra Leone đến từ Quận Bo, bà cũng từng là đại biểu quốc hội từ năm 1996 đến 2012.

## Đầu đời và sự nghiệp
Alpha-Lavalie sinh ngày 5 tháng 1 năm 1947. Cha của bà là Joseph Emman Henry Tucker, người từng là Thành viên của Nghị viện Sierra Leone (SLPP) cho Bo South, và từng là phó chủ tịch quốc hội từ năm 1961 đến 1967. Mẹ bà là Vivat Edith Letitia Tucker, người làm nghề hộ sinh và nông dân. Alpha-Lavalie bắt đầu hoạt động chính trị từ năm 20 tuổi, gia nhập SLPP và hỗ trợ cha bà. Khi Siaka Stevens tuyên bố một quốc gia độc đảng và đảm nhận chức tổng thống vào năm 1971, SLPP đã được điều khiển ngầm.
Alpha-Lavalie bắt đầu sự nghiệp của mình vào năm 1968, trong ngành ngân hàng. Bà đã làm việc ba năm cho Ngân hàng Standard Chartered ở Sierra Leone, trước khi chuyển đến Vương quốc Anh nơi bà lấy được chứng chỉ ngân hàng  từ Đại học South West London. Năm 1975, bà trở lại Sierra Leone và được Standard Chartered tuyển dụng lại, tại thời điểm chỉ một số ít nhân viên ngân hàng được đào tạo chuyên nghiệp trong nước. Năm 1987, bà chuyển đến Ngân hàng Phát triển Quốc gia, ở lại cho đến năm 1996.

## Sự nghiệp chính trị
Alpha-Lavalie tham gia chính trị vào năm 1996, tranh cử và giành được cử tri của Bo South để trở thành thành viên của quốc hội Sierra Leone. Bà ngay lập tức được bổ nhiệm vào văn phòng, chủ trì Ủy ban Dịch vụ Xã hội và Sức khỏe từ 1996 đến 1997 và Ủy ban Tài chính từ 1996 đến 2002. Bà được bầu làm Phó Chủ tịch Quốc hội năm 2001, và trong vai trò đó, bà chủ trì Ủy ban Tài khoản Công cộng và Ủy ban Quốc phòng và An ninh. Bà vẫn là phó diễn giả cho đến năm 2007 
Bà đã được bầu lại làm Nghị sĩ trong cuộc bầu cử năm 2002 và 2007, trước khi trở thành Nghị sĩ vào năm 2012.

## Cuộc sống cá nhân và cái chết
Elizabeth Alpha-Lavalie đã kết hôn với Tiến sĩ Alpha Mohamed Lavalie, một nhà hoạt động chính trị, người sáng lập Ủy ban Quốc phòng Khu vực Đông sau cuộc đảo chính Sierra Leonean năm 1992. Bà qua đời vào ngày 15 tháng 12 năm 2013, ở tuổi 66, sau khi hôn mê kéo dài một tháng.